# Rapporteur spécial des Nations unies sur la vente et l'exploitation sexuelle des enfants
Le Rapporteur spécial sur la vente et l'exploitation sexuelle des enfants travaille au nom du Conseil des droits de l'homme des Nations unies pour enquêter sur l'exploitation des enfants dans le monde et faire des recommandations aux gouvernements sur la manière de mettre fin à ces pratiques.

## Historique
Le poste a été créé en 1990 par l'ancienne Commission des droits de l'homme des Nations unies, alors que les préoccupations internationales allaient croissant concernant l'exploitation sexuelle commerciale et la vente d'enfants. Elle faisait suite à l'adoption le 20 novembre 1989 de la Convention relative aux droits de l'enfant par l'Assemblée générale des Nations unies. Cet instrument international reconnaît « que dans tous les pays du monde, il y a des enfants qui vivent dans des conditions exceptionnellement difficiles et que ces enfants ont besoin d'une attention particulière ». En 2000, presque tous les pays du monde avaient signé et acceptaient d’être liés par les dispositions de la convention.
Le rapporteur spécial est tenu d'enquêter sur l'exploitation des enfants dans le monde et de présenter des rapports sur ses conclusions à l'Assemblée générale et à la Commission des droits de l'homme des Nations unies, en formulant des recommandations pour la protection des droits des enfants concernés. Ces recommandations s'adressent principalement aux gouvernements, aux autres organes des Nations unies et aux organisations non gouvernementales.

## Personnalités exerçant la fonction
Le rapporteur spécial actuel est Mama Fatima Singhateh.
Les rapporteurs spéciaux précédents sont :
- Vitit Muntarbhorn (en) (1991-1994)
- Ofelia Calcetas-Santos (en) (1994-2001)
- Juan Miguel Petit (2001-2008)
- Najat Maalla M'jid (2008-2014)
- Maud de Boer-Buquicchio (en) (2014-2020)[3]